# Marchbach (Birsig)
Der Marchbach oder Marbach ist ein Bach im Leimental und rechter Zufluss des Birsig. Der Marchbach fliesst durch Gebiete der Gemeinden Witterswil, Ettingen, Therwil und Oberwil.

## Verlauf

### Oberlauf
Der Marchbach entspringt beim Dorfzentrum von Witterswil auf 336,3 m ü. M. Anschliessend fliesst er wiederholt eingedolt bis zur Ortsgrenze zu Ettingen. Danach mäandriert er nordwestlich an Ettingen vorbei. Kurz nach Ettingen mündet der Dorfbach in den Marchbach ein. Nachfolgend münden noch einige Rinnsale ein.

### Mittel- und Unterlauf
An der Ortsgrenze Therwil und Oberwil befindet sich die ARA Birsig, von welcher geringe Mengen gereinigte Abwässer abgegeben werden. Vor allem im Unterlauf wurde auf eine besonders naturnahe Gestaltung der Umgebung geachtet. In Oberwil mündet der Marchbach auf 293 m ü. M. in den Birsig.

### Schematischer Verlauf
Punkte:
1. 0 m: Quelle
2. 340 m: Beginn 1. Verdolung
3. 1010 m: Ende 1. Verdolung
4. 1164 m: Beginn 2. Verdolung
5. 1285 m: Ende 2. Verdolung
6. 1970 m: Einmündung Dorfbach
7. 3740 m: Therwil Zentrum
8. 4330 m: ARA Birsig
9. 5070 m: Eisweiher (Sportplatz)
10. 5200 m: Mündung in Birsig

- Diagrammdaten:
- Definition |
- Rohdaten |
- Hilfe

## Galerie

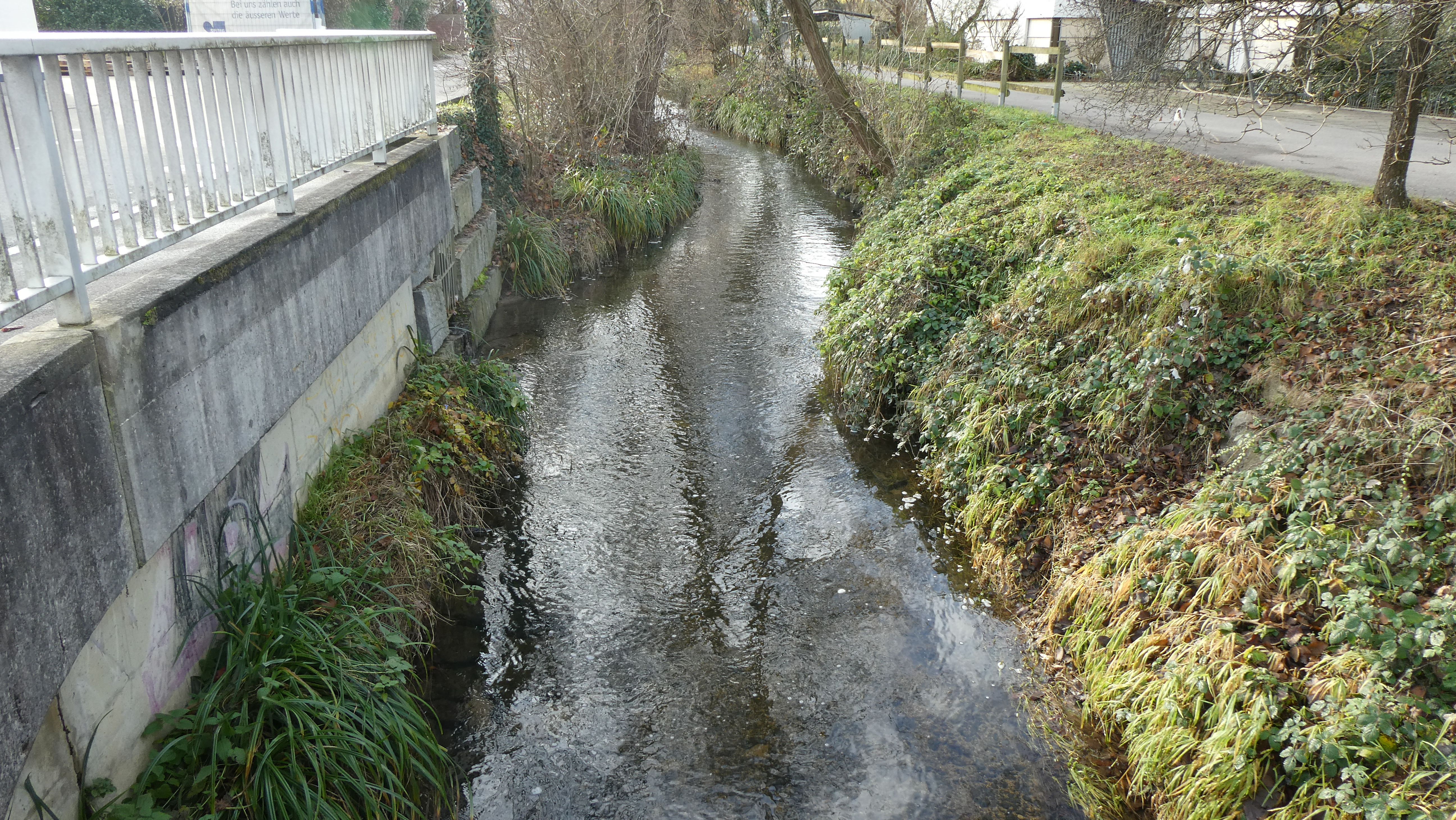
Der Marchbach bei der Sekundarschule Hüslimatt in Oberwil
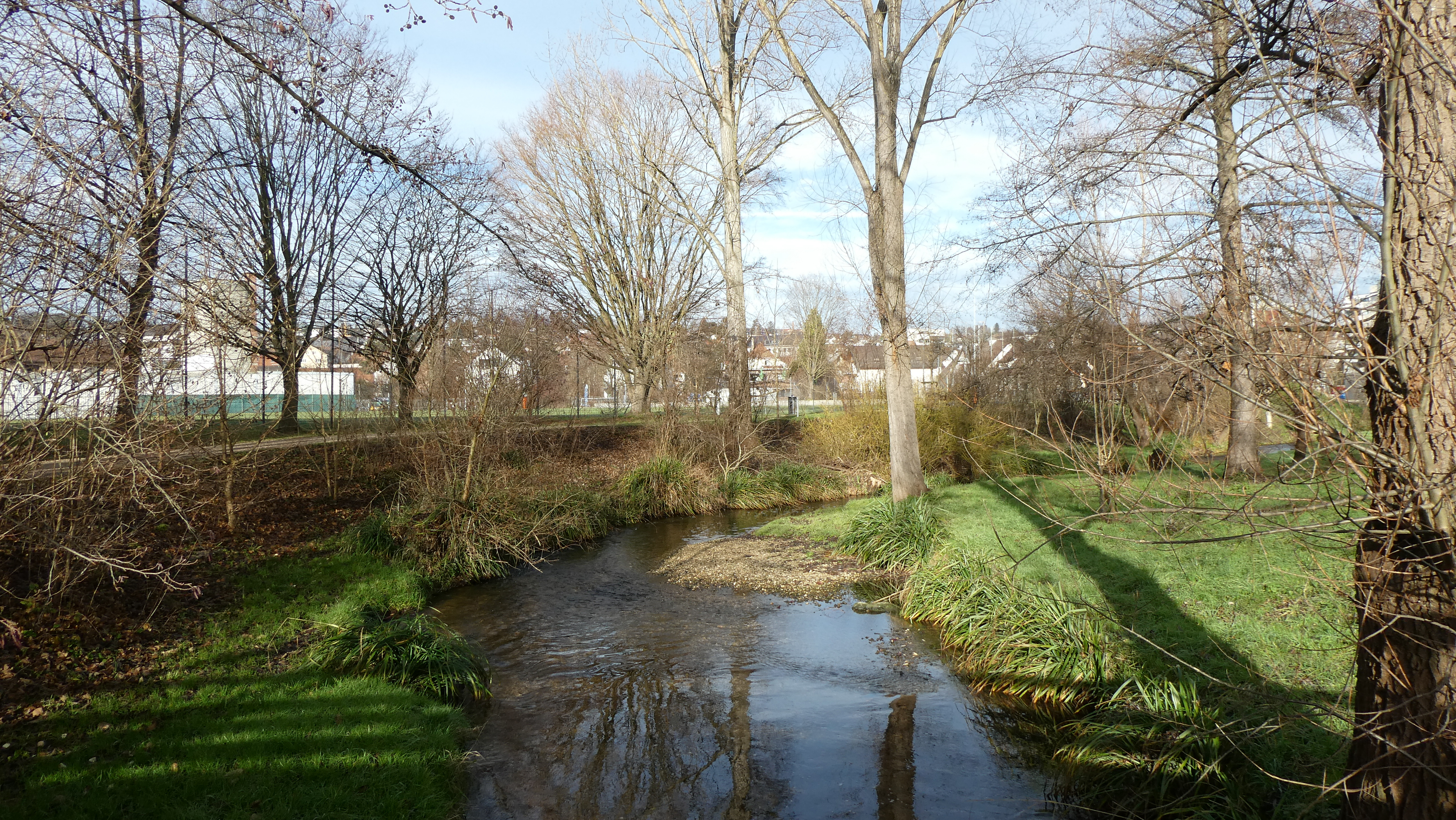
Der Marchbach beim Eisweiher in Oberwil
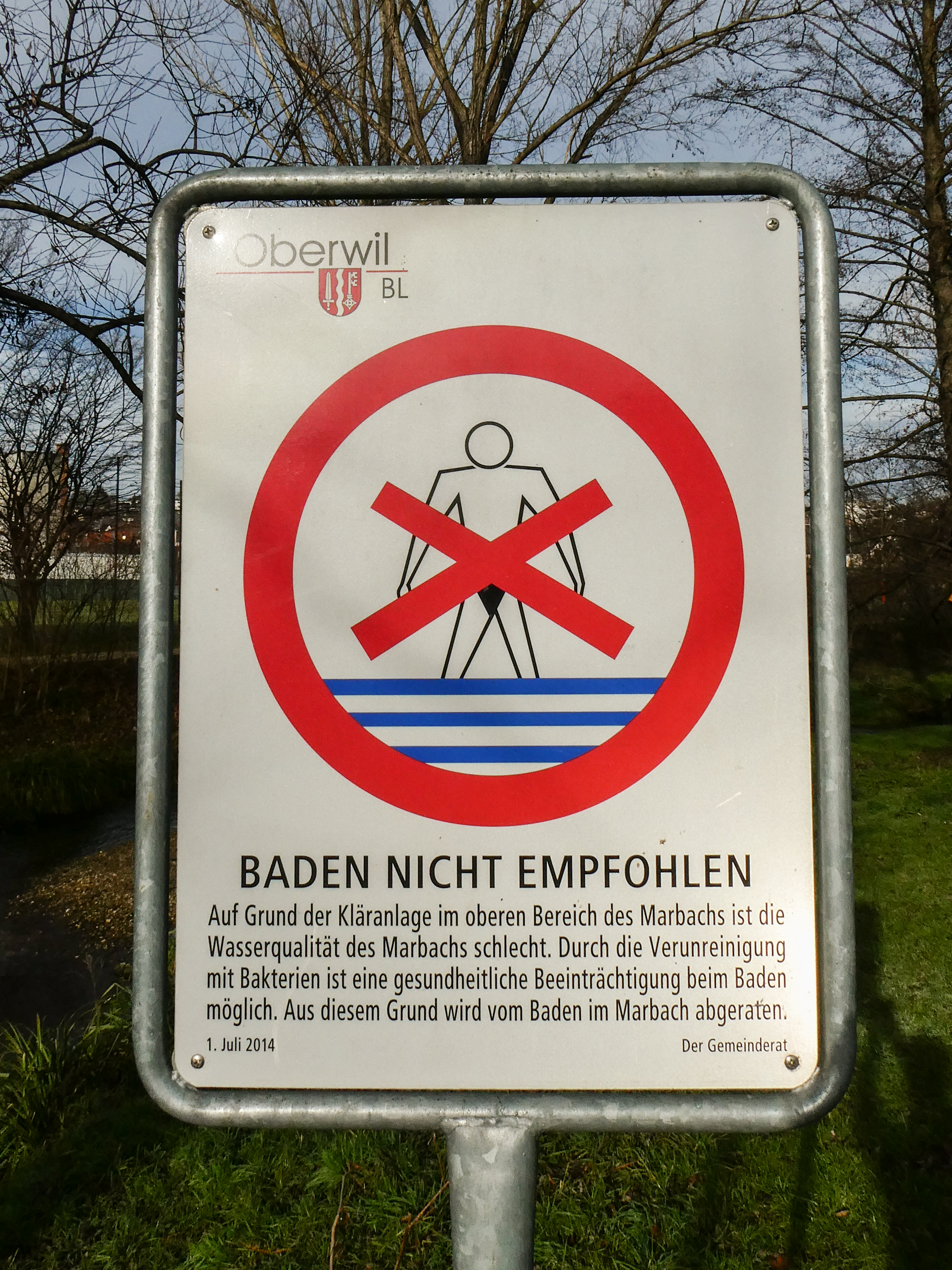
Warnschild mit Warnung für das Unterlassen des Badens im Marchbach aufgrund von Abwasserverschmutzung beim Eisweiher in Oberwil
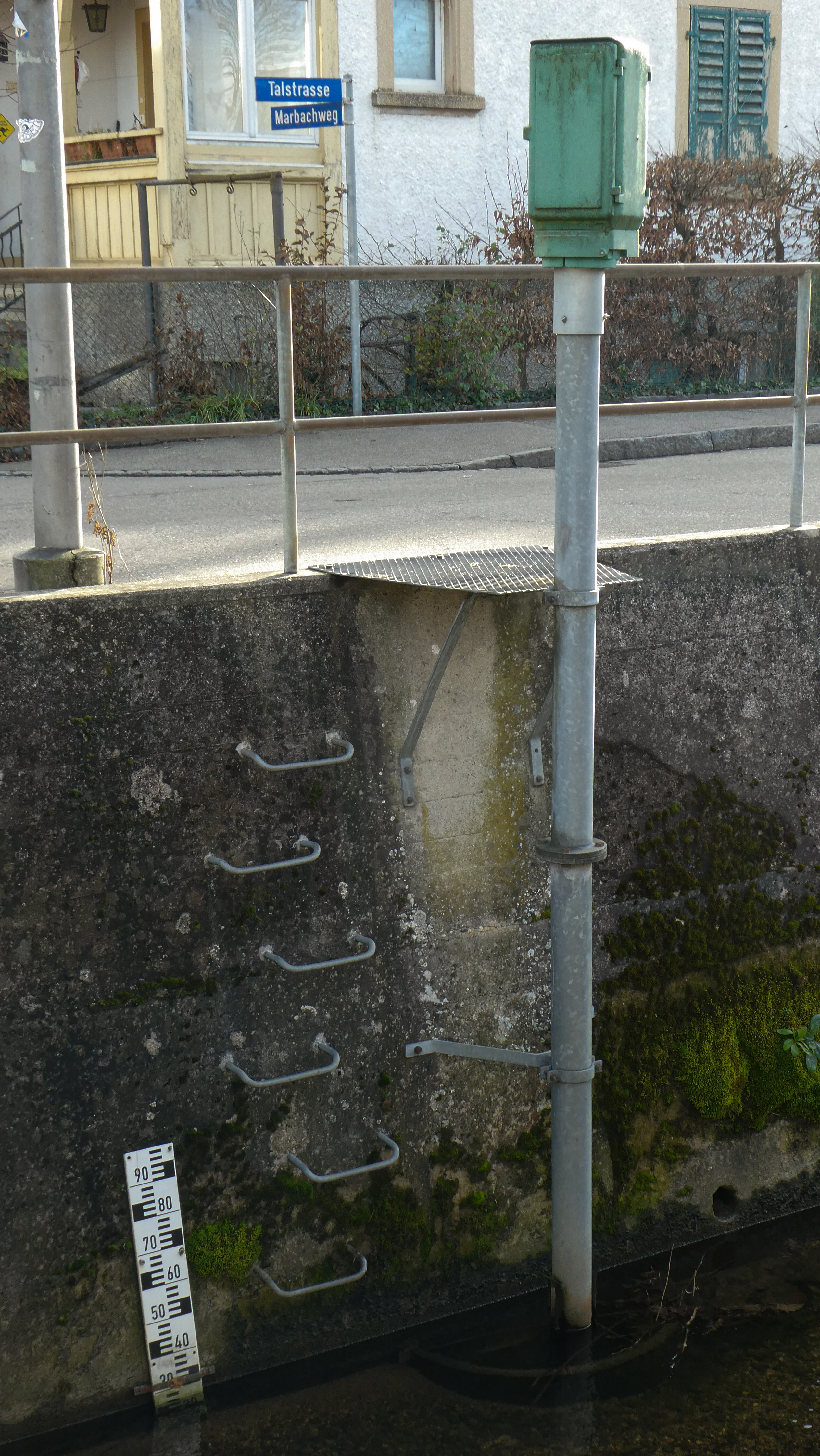
Messstelle des Kantons Basel-Landschaft am Marchbach in Oberwil
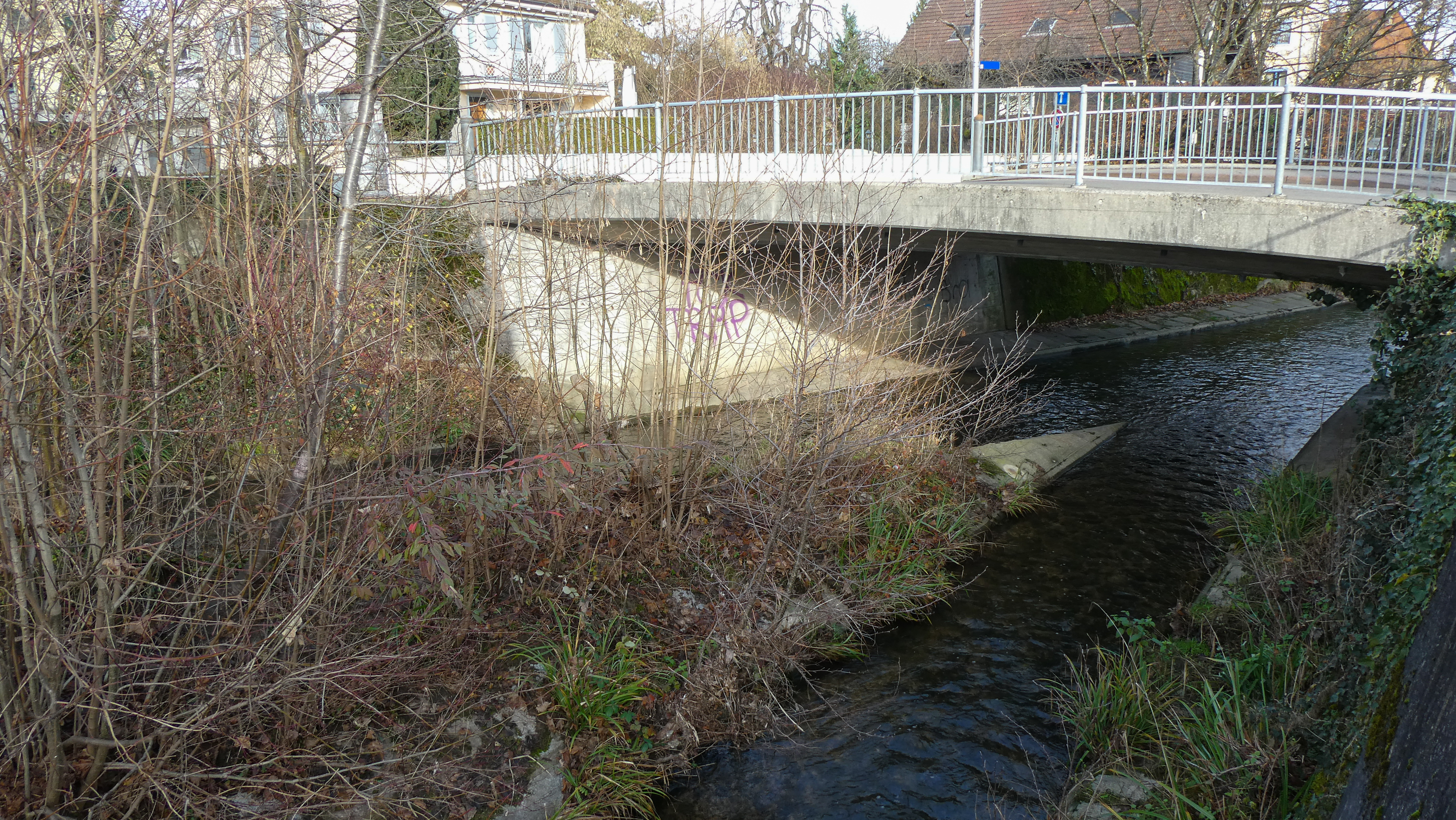
Mündung des Marchbachs (rechts) in den Birsig (links) in Oberwil